# Robert Curbeam
Robert Lee Curbeam, Jr. (Baltimore, 5 maart 1962) is een voormalig Amerikaans ruimtevaarder. Curbeam zijn eerste ruimtevlucht was STS-85 met de spaceshuttle Discovery en vond plaats op 7 augustus 1997. Tijdens de missie werd er onderzoek uitgevoerd met de Atmosphere-Shuttle Pallet Satellite (CRISTA-SPAS-2).
Curbeam maakte deel uit van NASA Astronautengroep 15. Deze groep van 19 ruimtevaarders begon hun training in 1994 en had als bijnaam The Flying Escargot.
In totaal heeft Curbeam drie ruimtevluchten op zijn naam staan, waaronder meerdere missies naar het Internationaal ruimtestation ISS. Tijdens zijn missies maakte hij zeven ruimtewandelingen. In 2007 verliet hij NASA en ging hij als astronaut met pensioen. 